# Wurm
A Wurm (hollandul: Worm) egy német folyó, amely Észak-Rajna-Vesztfália tartományon keresztül folyik.
Az Eifel-hegységben ered, és 57 kilométeren át folyik, mielőtt a Rurba torkollana, mely a Maas egyik mellékfolyója.
A folyó felső szakasza Aachen városa alatt folyik, a városközpontban becsatornázott és így nem látszik.